# 布拉霍達特內 (別爾江斯克區)
47°7′44″N 35°54′23″E / 47.12889°N 35.90639°E
布拉霍達特內（烏克蘭語：Благодатне）是位於烏克蘭東南部的村莊，由扎波羅熱州別爾江斯克區的切爾尼希夫卡市鎮負責管轄。該村分別距離什羅基亞爾1.5公里和赫里希内4.5公里，始建於1945年，面積0.68平方公里，海拔高度68米，2001年人口124。